# Sanbornton
Sanbornton és una població dels Estats Units a l'estat de Nou Hampshire. Segons el cens del 2000 tenia 2.581 habitants.

## Demografia
Segons el cens del 2000, Sanbornton tenia 2.581 habitants, 969 habitatges, i 749 famílies. La densitat de població era de 21 habitants per km².
Dels 969 habitatges en un 33% hi vivien nens de menys de 18 anys, en un 64,7% hi vivien parelles casades, en un 8,9% dones solteres, i en un 22,7% no eren unitats familiars. En el 16,8% dels habitatges hi vivien persones soles el 6,5% de les quals corresponia a persones de 65 anys o més que vivien soles. El nombre mitjà de persones vivint en cada habitatge era de 2,66 i el nombre mitjà de persones que vivien en cada família era de 2,97.
Per edats la població es repartia de la següent manera: un 25,3% tenia menys de 18 anys, un 6,4% entre 18 i 24, un 28,9% entre 25 i 44, un 28,4% de 45 a 60 i un 10,9% 65 anys o més.
L'edat mediana era de 40 anys. Per cada 100 dones de 18 o més anys hi havia 97,5 homes.
La renda mediana per habitatge era de 48.458$ i la renda mediana per família de 52.179$. Els homes tenien una renda mediana de 35.472$ mentre que les dones 26.117$. La renda per capita de la població era de 22.879$. Entorn del 2,2% de les famílies i el 5,1% de la població estaven per davall del llindar de pobresa.